# モハマッド・アスラム・ワタンジャル
モハマッド・アスラム・ワタンジャル（パシュトー語: محمد اسلم وطنجار、Mohammad Aslam Watanjar、1946年 - 2000年11月）は、アフガニスタンの政治家、軍人。上級大将。ヌール・ムハンマド・タラキー政権とムハンマド・ナジーブッラー政権で国防相、内務相等の要職を占めた。ワタンジャールとも表記される。

## 経歴
パクティヤー州ズルワト郡チャウニ村出身。パシュトゥーン人、ギルザイ部族。農家の息子。故郷の小学校を卒業し、1965年、カーブル幼年学校、1963年、カーブル士官学校を卒業した。戦車兵。
- 1968年 - 第4装甲旅団（連隊？）に勤務、少尉
- 1973年 - ムハンマド・ダーウードのクーデターに参加、大尉。同年からアフガニスタン人民民主党、ハルク派
- 1975年 - 第4装甲旅団の大隊長、少佐
- 1978年4月 - 四月革命に参加。ワタンジャルの戦車は大統領宮殿に最初に突入し、後に記念碑となった（現在、撤去）。
- 1978年 - 革命軍事会議議員、中佐
- 1978年5月1日 - 副首相兼通信相
- 1978年7月8日 - 内務相
- 1979年3月19日～4月1日 - 参謀総長
- 1979年4月 - 国防相、大佐
- 1979年7月29日 - 内務相
- 1979年9月14日 - ハフィーズッラー・アミーンとの対立時、タラキーを支持して、罷免された。ソ連特務機関の助けにより、ソ連に出国する。
- 1980年1月10日 - 革命軍事会議とその幹部会の議員、アフガニスタン人民民主党中央委員会委員
- 1980年1月～1988年 - 通信相
- 1980年7月 - 革命軍事会議中央地帯（カーブル、バーミヤーン、パルヴァーン）担当全権代表
- 1981年6月 - アフガニスタン人民民主党中央委員会政治局員
- 1988年11月15日～1990年3月 - 内務相
- 1989年2月20日 - 祖国防衛最高会議議員
- 1990年3月6日～1992年4月 - 国防相

1992年4月、ナジーブッラー政権崩壊後、グルブッディーン・ヘクマティヤール側に移ったが、間もなくロシア、後にウクライナに亡命した。オデッサで死去。

## パーソナル
妻帯、6児を有した。